# Chính trị xanh
Chính trị xanh, hay chính trị sinh thái, là một hệ tư tưởng chính trị nhằm mục đích thúc đẩy một xã hội bền vững về mặt sinh thái bắt nguồn từ chủ nghĩa môi trường, bất bạo động, công bằng xã hội và dân chủ cơ sở. 
Nó bắt đầu hình thành trong thế giới phương Tây vào những năm 1970; kể từ đó Đảng xanh đã phát triển và thành lập chính họ ở nhiều quốc gia trên toàn cầu và đã đạt được một số thành công trong bầu cử.
Thuật ngữ chính trị "xanh" được sử dụng ban đầu liên quan đến die Grünen (tiếng Đức nghĩa là "những người thuộc phái Xanh"), một đảng xanh thành lập cuối thập niên 1970. Thuật ngữ "sinh thái chính trị" đôi khi được sử dụng trong giới học thuật, nhưng nó được dùng để đại diện cho một lĩnh vực nghiên cứu liên ngành, vì ngành học cung cấp các nghiên cứu trên phạm vi rộng kết hợp khoa học xã hội sinh thái với kinh tế chính trị 
trong các chủ đề như suy thoái và bên lề, xung đột môi trường, bảo tồn và kiểm soát và bản sắc môi trường và các phong trào xã hội.
Những người ủng hộ chính trị xanh chia sẻ nhiều ý tưởng với sinh thái, bảo tồn, chủ nghĩa môi trường, nữ quyền và phong trào hòa bình. Ngoài các vấn đề dân chủ và sinh thái, chính trị xanh còn quan tâm đến tự do dân sự, công bằng xã hội, bất bạo động, đôi khi là các biến thể của chủ nghĩa địa phương và có xu hướng ủng hộ chủ nghĩa tiến bộ xã hội. Các nền tảng của đảng xanh phần lớn được xem xét trái trong phổ chính trị. Hệ tư tưởng xanh có mối liên hệ với nhiều hệ tư tưởng chính trị kinh tế khác, bao gồm chủ nghĩa xã hội sinh thái, chủ nghĩa vô chính phủ xanh và chủ nghĩa nữ quyền sinh thái, nhưng ở mức độ nào những điều này có thể được coi là hình thức của chính trị Xanh là vấn đề tranh luận.
Khi triết lý chính trị xanh cánh tả phát triển, cũng xuất hiện các phong trào đối lập cực không liên quan và cực trái ở bên phải bao gồm các thành phần sinh thái - như chủ nghĩa bảo thủ xanh và chủ nghĩa tư bản sinh thái.

## Lịch sử
Nguồn gốc triết học của chủ nghĩa môi trường có thể bắt nguồn từ những nhà tư tưởng khai sáng như Rousseau ở Pháp và sau đó là tác giả và nhà tự nhiên học Thoreau ở Mỹ.  Chủ nghĩa môi trường có tổ chức bắt đầu vào cuối thế kỷ 19 ở châu Âu và Hoa Kỳ như một phản ứng đối với Cách mạng Công nghiệp với sự nhấn mạnh của nó vào sự mở rộng kinh tế không thể kiềm chế. "Chính trị xanh" đầu tiên bắt đầu là các phong trào bảo tồn và gìn giữ, chẳng hạn như Câu lạc bộ Sierra, được thành lập ở San Francisco năm 1892.Các nền tảng xanh bên trái thuộc hình thức tạo nên các đảng xanh ngày nay rút ra thuật ngữ từ khoa học sinh thái và chính sách từ chủ nghĩa môi trường, sinh thái học sâu sắc, nữ quyền, chủ nghĩa hòa bình, chủ nghĩa vô chính phủ, chủ nghĩa xã hội tự do, chủ nghĩa độc tài tự do,  dân chủ xã hội, sinh thái chủ nghĩa xã hội, và/hoặc sinh thái xã hội hoặc Chủ nghĩa tự do xanh. Vào những năm 1970, khi những phong trào này ngày càng có ảnh hưởng, chính trị xanh đã xuất hiện như một triết lý mới tổng hợp các mục tiêu của họ. Không nên nhầm lẫn phong trào chính trị của Đảng Xanh với thực tế không liên quan rằng ở một số đảng cực hữu và phát xít, chủ nghĩa dân tộc đôi khi được gắn với một loại chính trị xanh, thúc đẩy chủ nghĩa môi trường như một hình thức tự hào về "đất mẹ" theo cho một số ít tác giả.

### Những bước phát triển đầu tiên
Vào tháng 6 năm 1970, một nhóm người Hà Lan có tên là Kabouters đã giành được 5 trong số 45 ghế tại Amsterdam Gemeenteraad (Hội đồng Thành phố), cũng như hai ghế mỗi hội đồng ở The Hague và Leeuwarden và mỗi người một ghế ở Arnhem, Alkmaar và Leiden. Các Kabouters là sự phát triển vượt bậc của các Kế hoạch Trắng về môi trường của Provo và họ đề xuất "Groene Plannen" ("Các Kế hoạch Xanh").  Đảng chính trị đầu tiên được thành lập dựa trên cơ sở của nó trong các vấn đề môi trường là United Tasmania Group, được thành lập ở Úc vào tháng 3 năm 1972 để chống lại nạn phá rừng và xây dựng một con đập gây thiệt hại cho Hồ Pedder; Trong khi nó chỉ đạt được ba phần trăm trong các cuộc bầu cử tiểu bang, thì theo Derek Wall, nó đã "truyền cảm hứng cho việc thành lập các đảng Xanh trên toàn thế giới."  Vào tháng 5 năm 1972, một cuộc họp tại Đại học Victoria của Wellington, New Zealand, đã khởi động Đảng Giá trị, đảng xanh toàn quốc đầu tiên trên thế giới tranh cử các ghế Nghị viện trên toàn quốc.  Vào tháng 11 năm 1972, đảng Xanh đầu tiên của Châu Âu, NGƯỜI ở Vương quốc Anh ra đời.
Đảng Xanh Đức không phải là Đảng Xanh đầu tiên ở châu Âu có các thành viên được bầu trên toàn quốc nhưng ấn tượng đã được tạo ra bởi họ đã thu hút sự chú ý của giới truyền thông nhất: Đảng Xanh Đức, tranh cử trong cuộc bầu cử quốc gia đầu tiên của họ trong cuộc bầu cử liên bang năm 1980. Họ bắt đầu như một liên minh lâm thời của các nhóm công dân và các chiến dịch chính trị, cùng nhau, họ cảm thấy lợi ích của họ không được các đảng thông thường bày tỏ. Sau khi tranh chấp các cuộc bầu cử ở châu Âu năm 1979, họ đã tổ chức một hội nghị xác định Bốn Trụ cột của Đảng Xanh mà tất cả các nhóm trong liên minh ban đầu có thể đồng ý làm nền tảng của cương lĩnh Đảng chung: hàn các nhóm này lại với nhau thành một Đảng duy nhất. Tuyên bố về nguyên tắc này đã được nhiều Bên Xanh trên thế giới sử dụng. Chính đảng này là người đầu tiên đặt ra thuật ngữ "Green" ("Grün" trong tiếng Đức) và thông qua biểu tượng hoa hướng dương. Thuật ngữ "Xanh" được đặt ra bởi một trong những người sáng lập Đảng Xanh của Đức, Petra Kelly, sau khi cô đến thăm Úc và thấy các hành động của Liên đoàn Lao động Xây dựng và các hành động cấm xanh của họ.  Trong cuộc bầu cử liên bang năm 1983, đảng Greens giành được 27 ghế trong Hạ viện.

### Những bước phát triển sau đó
Bước đột phá đầu tiên của Canada vào chính trị xanh diễn ra ở Maritimes khi 11 ứng cử viên độc lập (bao gồm một ở Montreal và một ở Toronto) tranh cử trong cuộc bầu cử liên bang năm 1980 dưới ngọn cờ của Đảng Nhỏ. Lấy cảm hứng từ tác phẩm Small is Beautiful của Schumacher, các ứng cử viên của Đảng Nhỏ đã tranh cử với mục đích rõ ràng là đưa ra một nền tảng chống hạt nhân trong cuộc bầu cử đó. Nó không được đăng ký như một đảng chính thức, nhưng một số người tham gia vào nỗ lực đó đã thành lập Đảng Xanh của Canada vào năm 1983 (Đảng Xanh Ontario và Người xanh British Columbia cũng được thành lập vào năm đó). Lãnh đạo Đảng Xanh của Canada hiện tại Elizabeth May là người chủ mưu và là một trong những ứng cử viên của Đảng Nhỏ và cuối cùng bà đã được bầu làm thành viên của Đảng Xanh trong cuộc bầu cử liên bang Canada năm 2011.
Tại Phần Lan, Liên đoàn Xanh trở thành Đảng Xanh châu Âu đầu tiên thành lập một bộ phận của Nội các cấp nhà nước vào năm 1995. Các Đảng Xanh Đức theo sau, thành lập chính phủ với Đảng Dân chủ Xã hội Đức ("Liên minh Đỏ-Xanh") từ năm 1998 đến năm 2005. Năm 2001, họ đạt được thỏa thuận chấm dứt phụ thuộc vào năng lượng hạt nhân ở Đức, đồng thời đồng ý tiếp tục liên minh và hỗ trợ chính phủ Đức của Thủ tướng Đức Gerhard Schröder trong Chiến tranh Afghanistan năm 2001. Điều này khiến họ đối đầu với nhiều người Xanh trên toàn thế giới, nhưng chứng tỏ rằng họ có khả năng đánh đổi chính trị một cách khó khăn.Tại Latvia, Indulis Emsis, lãnh đạo Đảng Xanh và một phần của Liên minh Người xanh và Nông dân, một liên minh của một đảng nông dân Bắc Âu và Đảng Xanh, là Thủ tướng Latvia trong 10 tháng vào năm 2004, khiến ông trở thành chính trị gia Xanh đầu tiên. để dẫn đầu một quốc gia trong lịch sử thế giới. Năm 2015, đồng nghiệp trong đảng của Emsis, Raimonds Vējonis, được quốc hội Latvia bầu làm Tổng thống Latvia. Vējonis trở thành nguyên thủ quốc gia xanh đầu tiên trên toàn thế giới.
Tại bang Baden-Württenburg của Đức, Đảng Xanh trở thành lãnh đạo của liên minh với Đảng Dân chủ Xã hội sau khi về nhì trong cuộc bầu cử bang Baden-Württemberg năm 2011. Trong cuộc bầu cử cấp tiểu bang sau đó, năm 2016, Đảng Xanh lần đầu tiên trở thành đảng mạnh nhất trong Landtag của Đức.
Vào năm 2016, cựu lãnh đạo của Đảng Xanh Áo (1997 đến 2008), Alexander Van der Bellen, chính thức tranh cử với tư cách độc lập, đã giành chiến thắng trong cuộc bầu cử tổng thống Áo năm 2016, khiến ông trở thành nguyên thủ quốc gia xanh thứ hai trên toàn thế giới và là người đầu tiên được bầu trực tiếp bởi dân chúng. bỏ phiếu. Van der Bellen đứng thứ hai trong vòng đầu tiên của cuộc bầu chọn với 21,3% phiếu bầu, kết quả tốt nhất cho người Áo xanh trong lịch sử của họ. Ông đã giành chiến thắng trong vòng hai trước Norbert Hofer của Đảng Tự do cực hữu với 53,8% số phiếu bầu, khiến ông trở thành Tổng thống đầu tiên của Áo không được Đảng Nhân dân hay Đảng Dân chủ Xã hội hậu thuẫn.

## Nguyên lí cốt lõi
- Sinh thái
- Kinh tế

Kinh tế xanh tập trung vào tầm quan trọng của sức khỏe của sinh quyển đối với hạnh phúc của con người. Do đó, hầu hết người Xanh không tin tưởng vào chủ nghĩa tư bản thông thường, vì nó có xu hướng nhấn mạnh tăng trưởng kinh tế trong khi bỏ qua sức khỏe sinh thái; "Toàn bộ chi phí" của tăng trưởng kinh tế thường bao gồm thiệt hại đối với sinh quyển, điều này là không thể chấp nhận được theo chính trị xanh. Kinh tế học xanh coi sự tăng trưởng như vậy là "tăng trưởng phi kinh tế" - sự gia tăng vật chất nhưng vẫn làm giảm chất lượng cuộc sống tổng thể. Kinh tế học xanh vốn có tầm nhìn dài hạn hơn kinh tế học thông thường, bởi vì sự mất mát về chất lượng cuộc sống thường bị trì hoãn. Theo kinh tế học xanh, thế hệ hiện tại không nên vay mượn từ thế hệ tương lai, mà nên cố gắng đạt được điều mà Tim Jackson gọi là "thịnh vượng mà không tăng trưởng".
Một số người Xanh gọi chủ nghĩa sản xuất, chủ nghĩa tiêu dùng và chủ nghĩa khoa học [cần dẫn nguồn] là "màu xám", tương phản với các quan điểm kinh tế "xanh". Phương pháp tiếp cận "màu xám" tập trung vào các thay đổi hành vi. Do đó, những người theo đuổi chính trị xanh ủng hộ các chính sách kinh tế được thiết kế để bảo vệ môi trường. Greens muốn các chính phủ ngừng trợ cấp cho các công ty lãng phí tài nguyên hoặc gây ô nhiễm thế giới tự nhiên, những khoản trợ cấp mà Greens gọi là "trợ cấp bẩn". Một số trào lưu chính trị xanh xếp trợ cấp ô tô và kinh doanh nông nghiệp vào loại này, vì chúng có thể gây hại cho sức khỏe con người. Ngược lại, Greens hướng tới sự thay đổi thuế xanh nhằm khuyến khích cả nhà sản xuất và người tiêu dùng đưa ra những lựa chọn thân thiện với môi trường.Nhiều khía cạnh của kinh tế học xanh có thể bị coi là phản toàn cầu. Theo nhiều nhà nghiên cứu cánh tả, toàn cầu hóa kinh tế được coi là mối đe dọa đối với hạnh phúc, sẽ thay thế môi trường tự nhiên và văn hóa địa phương bằng một nền kinh tế thương mại duy nhất, được gọi là nền kinh tế độc canh toàn cầu. Đây không phải là một chính sách chung về cây xanh, vì những người theo chủ nghĩa tự do xanh và những người bảo thủ xanh ủng hộ một nền kinh tế thị trường tự do có quy định với các biện pháp bổ sung để thúc đẩy phát triển bền vững. Vì kinh tế học xanh nhấn mạnh đến sức khỏe sinh quyển và đa dạng sinh học, một vấn đề nằm ngoài phạm vi trái-phải truyền thống, các trào lưu khác nhau trong chính trị xanh kết hợp các ý tưởng từ chủ nghĩa xã hội và chủ nghĩa tư bản. Những người theo phe cánh tả thường được coi là những người theo chủ nghĩa xã hội sinh thái, những người đã hợp nhất chủ nghĩa sinh thái và môi trường với chủ nghĩa xã hội và chủ nghĩa Mác, đồng thời đổ lỗi cho hệ thống tư bản về suy thoái môi trường, bất công xã hội, bất bình đẳng và xung đột. Mặt khác, các nhà tư bản sinh thái tin rằng hệ thống thị trường tự do, với một số sửa đổi, có khả năng giải quyết các vấn đề sinh thái. Niềm tin này được ghi lại trong kinh nghiệm kinh doanh của các nhà tư bản sinh thái trong cuốn sách, Đám mây Gort mô tả đám mây gort là cộng đồng xanh hỗ trợ các doanh nghiệp thân thiện với môi trường.Nhiều khía cạnh của kinh tế học xanh có thể bị coi là phản toàn cầu. Theo nhiều nhà nghiên cứu cánh tả, toàn cầu hóa kinh tế được coi là mối đe dọa đối với hạnh phúc, sẽ thay thế môi trường tự nhiên và văn hóa địa phương bằng một nền kinh tế thương mại duy nhất, được gọi là nền kinh tế độc canh toàn cầu. Đây không phải là một chính sách chung về cây xanh, vì những người theo chủ nghĩa tự do xanh và những người bảo thủ xanh ủng hộ một nền kinh tế thị trường tự do có quy định với các biện pháp bổ sung để thúc đẩy phát triển bền vững. Vì kinh tế học xanh nhấn mạnh đến sức khỏe sinh quyển và đa dạng sinh học, một vấn đề nằm ngoài phạm vi trái-phải truyền thống, các trào lưu khác nhau trong chính trị xanh kết hợp các ý tưởng từ chủ nghĩa xã hội và chủ nghĩa tư bản. Những người theo phe cánh tả thường được coi là những người theo chủ nghĩa xã hội sinh thái, những người đã hợp nhất chủ nghĩa sinh thái và môi trường với chủ nghĩa xã hội và chủ nghĩa Mác, đồng thời đổ lỗi cho hệ thống tư bản về suy thoái môi trường, bất công xã hội, bất bình đẳng và xung đột. Mặt khác, các nhà tư bản sinh thái tin rằng hệ thống thị trường tự do, với một số sửa đổi, có khả năng giải quyết các vấn đề sinh thái. Niềm tin này được ghi lại trong kinh nghiệm kinh doanh của các nhà tư bản sinh thái trong cuốn sách, Đám mây Gort mô tả đám mây gort là cộng đồng xanh hỗ trợ các doanh nghiệp thân thiện với môi trường.
- Dân chủ hoàn toàn Ngay từ đầu, chính trị xanh đã nhấn mạnh đến hoạt động chính trị của địa phương, cấp cơ sở và việc ra quyết định. Theo những người ủng hộ nó, điều quan trọng là công dân đóng vai trò trực tiếp trong các quyết định ảnh hưởng đến cuộc sống của họ và môi trường của họ. Do đó, chính trị xanh tìm cách tăng cường vai trò của dân chủ có chủ đích [25], dựa trên sự tham gia trực tiếp của người dân và việc ra quyết định đồng thuận, ở bất cứ đâu khả thi.  Chính trị xanh cũng khuyến khích hành động chính trị ở cấp độ cá nhân, chẳng hạn như chủ nghĩa tiêu dùng có đạo đức hoặc mua những thứ được làm theo các tiêu chuẩn đạo đức về môi trường. Thật vậy, nhiều đảng xanh nhấn mạnh hành động cá nhân và cơ sở ở cấp địa phương và khu vực hơn chính trị bầu cử. Trong lịch sử, đảng xanh đã phát triển ở cấp địa phương, dần dần có ảnh hưởng và lan rộng ra chính trường khu vực hoặc tỉnh, chỉ bước vào đấu trường quốc gia khi có mạng lưới hỗ trợ mạnh mẽ tại địa phương.  Ngoài ra, nhiều người tin rằng chính phủ không nên đánh thuế đối với sản xuất và thương mại địa phương. Một số người Greens ủng hộ các cách thức tổ chức thẩm quyền mới để tăng cường kiểm soát địa phương, bao gồm ly khai đô thị, dân chủ hai vùng và quyền sở hữu hợp tác hoặc các bên liên quan địa phương.
- Các vấn đề khác

Mặc dù Greens ở Hoa Kỳ "kêu gọi chấm dứt 'Cuộc chiến chống ma túy'" và "phi danh nghĩa hóa các tội ác không có nạn nhân", họ cũng kêu gọi phát triển "một cách tiếp cận vững chắc để thực thi pháp luật trực tiếp giải quyết tội phạm bạo lực, bao gồm cả buôn bán cứng ma túy ". [28] Ở châu Âu, các đảng xanh có xu hướng ủng hộ việc thành lập một châu Âu liên bang dân chủ. [Cần dẫn nguồn] Với tinh thần bất bạo động, chính trị xanh phản đối cuộc chiến chống khủng bố và cắt giảm quyền công dân, thay vào đó tập trung vào việc nuôi dưỡng nền dân chủ có chủ đích ở các vùng bị chiến tranh tàn phá và xây dựng một xã hội dân sự với vai trò ngày càng tăng của phụ nữ. Để phù hợp với cam kết bảo tồn sự đa dạng, cây xanh thường cam kết duy trì và bảo vệ các cộng đồng, ngôn ngữ và truyền thống bản địa. Một ví dụ về điều này là cam kết của Đảng Xanh Ailen trong việc bảo tồn Ngôn ngữ Ailen. [29] Một số phong trào xanh đã tập trung vào việc thoái vốn vào nhiên liệu hóa thạch. Các Viện sĩ đứng về Chống lại Nghèo đói nói rằng "thật là nghịch lý khi các trường đại học vẫn đầu tư vào các công ty nhiên liệu hóa thạch". Thomas Pogge nói rằng phong trào thoái vốn nhiên liệu hóa thạch có thể làm tăng áp lực chính trị tại các sự kiện như hội nghị quốc tế về biến đổi khí hậu (COP). [30] Alex Epstein của Forbes lưu ý rằng việc yêu cầu thoái vốn mà không bị tẩy chay là đạo đức giả và tẩy chay sẽ hiệu quả hơn. [31] Một số học viện dẫn đầu trong lĩnh vực học thuật là Đại học Stanford, Đại học Syracuse, Cao đẳng Sterling và hơn 20 trường khác. Một số thành phố, quận và cơ sở tôn giáo cũng tham gia phong trào thoái vốn.Chính trị xanh hầu hết phản đối năng lượng phân hạch hạt nhân và sự tích tụ của các chất ô nhiễm hữu cơ khó phân hủy, ủng hộ việc tuân thủ nguyên tắc phòng ngừa, theo đó các công nghệ bị từ chối trừ khi chúng được chứng minh là không gây hại đáng kể cho sức khỏe của sinh vật hoặc sinh quyển. Các nền tảng xanh thường ưu tiên thuế quan đối với nhiên liệu hóa thạch, hạn chế các sinh vật biến đổi gen và bảo vệ các vùng sinh thái hoặc cộng đồng.

## Tổ chức

### Chiến dịch cấp địa phương
Hệ tư tưởng xanh nhấn mạnh nền dân chủ có sự tham gia và nguyên tắc "suy nghĩ trên toàn cầu, hành động tại địa phương." Như vậy, Đảng Xanh lý tưởng được cho là sẽ phát triển từ dưới lên, từ khu vực lân cận đến thành phố trực thuộc trung ương, khu vực (sinh thái) đến cấp quốc gia. Mục tiêu là để cai trị bằng một quá trình ra quyết định đồng thuận.
Các liên minh địa phương mạnh mẽ được coi là điều kiện tiên quyết để đạt được những đột phá trong bầu cử cấp cao hơn. Trong lịch sử, sự phát triển của các đảng Xanh được khơi dậy bởi một vấn đề duy nhất mà Đảng Xanh có thể kêu gọi các mối quan tâm của công dân bình thường. Ví dụ ở Đức, sự phản đối ban đầu của người Xanh đối với năng lượng hạt nhân đã giúp họ giành được thành công đầu tiên trong cuộc bầu cử liên bang.

### Các tổ chức toàn cầu
Mức độ hợp tác toàn cầu ngày càng tăng giữa các bên Xanh. Các cuộc tụ họp toàn cầu của các Bên Xanh hiện đang diễn ra. Cuộc họp Hành tinh đầu tiên của Người xanh được tổ chức từ ngày 30-31 tháng 5 năm 1992, tại Rio de Janeiro, ngay trước Hội nghị của Liên hợp quốc về Môi trường và Phát triển được tổ chức tại đây. Hơn 200 Greens từ 28 quốc gia đã tham dự. Sự kiện tập hợp Người xanh toàn cầu chính thức đầu tiên diễn ra tại Canberra, vào năm 2001, với hơn 800 Người xanh từ 72 quốc gia tham dự. Đại hội Xanh Toàn cầu lần thứ hai được tổ chức tại São Paulo, Brazil, vào tháng 5 năm 2008, khi 75 đảng có đại diện.
Mạng lưới xanh toàn cầu bắt đầu từ năm 1990. Sau Cuộc họp hành tinh của những người xanh ở Rio de Janeiro, một Ủy ban chỉ đạo xanh toàn cầu đã được thành lập, bao gồm hai ghế cho mỗi châu lục. Năm 1993, Ủy ban Chỉ đạo Toàn cầu này đã họp tại Thành phố Mexico và cho phép thành lập Mạng lưới Xanh Toàn cầu bao gồm Lịch Xanh Toàn cầu, Bản tin Xanh Toàn cầu và Danh mục Xanh Toàn cầu. Thư mục đã được phát hành trong một số ấn bản trong những năm tiếp theo. Năm 1996, 69 Bên Xanh trên khắp thế giới đã ký một tuyên bố chung phản đối việc Pháp thử hạt nhân ở Nam Thái Bình Dương, tuyên bố đầu tiên của các Đảng Xanh toàn cầu về một vấn đề hiện tại. Một tuyên bố thứ hai được đưa ra vào tháng 12 năm 1997, liên quan đến hiệp ước về biến đổi khí hậu Kyoto.  Tại Hội nghị Tập hợp Toàn cầu Canberra năm 2001, các đại biểu cho các Bên Xanh từ 72 quốc gia đã quyết định dựa trên Hiến chương Xanh Toàn cầu đề xuất sáu nguyên tắc chính. Theo thời gian, mỗi Đảng Xanh có thể thảo luận về điều này và tự tổ chức để thông qua nó, một số bằng cách sử dụng nó trên báo chí địa phương, một số bằng cách dịch nó cho trang web của họ, một số bằng cách đưa nó vào tuyên ngôn của họ, một số bằng cách đưa nó vào hiến pháp của họ.  Quá trình này đang diễn ra dần dần, với việc đối thoại trực tuyến cho phép các bên nói rằng họ đang làm gì với quá trình này. Gatherings cũng đồng ý về các vấn đề tổ chức. Tập hợp đầu tiên đã bỏ phiếu nhất trí thành lập Mạng lưới Xanh Toàn cầu (GGN). GGN bao gồm ba đại diện từ mỗi Đảng Xanh. Một tổ chức đồng hành đã được thành lập theo cùng một nghị quyết: Điều phối Xanh Toàn cầu (GGC). Điều này bao gồm ba đại diện từ mỗi Liên bang (Châu Phi, Châu Âu, Châu Mỹ, Châu Á / Thái Bình Dương, xem bên dưới). Các cuộc thảo luận về tổ chức theo kế hoạch đã diễn ra tại một số Bên Xanh trước cuộc họp Canberra. [39] GGC chủ yếu liên lạc qua email. Mọi thỏa thuận của nó phải được sự nhất trí của các thành viên. Nó có thể xác định các chiến dịch toàn cầu có thể có để đề xuất với các Bên Xanh trên toàn thế giới. GGC có thể xác nhận các tuyên bố của các Bên Xanh riêng lẻ. Ví dụ, nó đã tán thành một tuyên bố của Đảng Xanh Hoa Kỳ về cuộc xung đột Israel-Palestine. [40] Thứ ba, Global Green Gatherings là một cơ hội để kết nối không chính thức, từ đó có thể phát sinh các chiến dịch chung. Ví dụ, một chiến dịch bảo vệ rạn san hô New Caledonian, bằng cách đề cử nó cho Tình trạng Di sản Thế giới: một chiến dịch chung của Đảng Xanh New Caledonia, các nhà lãnh đạo bản địa New Caledonian, Đảng Xanh Pháp, và Đảng Xanh Úc. [41] Một ví dụ khác liên quan đến Ingrid Betancourt, lãnh đạo Đảng Xanh ở Colombia, Đảng Oxy xanh (Partido Verde Oxigeno). Ingrid Betancourt và Giám đốc chiến dịch của đảng, Claire Rojas, bị một phe cứng rắn của FARC bắt cóc vào ngày 7 tháng 3 năm 2002, khi đang đi trong lãnh thổ do FARC kiểm soát. Betancourt đã nói chuyện tại Canberra Gathering, kết bạn với nhiều người. Do đó, các Đảng Xanh trên toàn thế giới đã tổ chức, gây sức ép buộc chính phủ của họ phải gánh chịu. Ví dụ: các Đảng Xanh ở các nước Châu Phi, Áo, Canada, Brazil, Peru, Mexico, Pháp, Scotland, Thụy Điển và các nước khác đã phát động các chiến dịch kêu gọi phát hành Betancourt. Bob Brown, thủ lĩnh của Người Úc, đã đến Colombia, cũng như phái viên từ Liên minh Châu Âu, Alain Lipietz, người đã đưa ra một báo cáo. [42] Bốn Liên đoàn các Bên Xanh đã đưa ra một thông điệp tới FARC. [43] Ingrid Betancourt được quân đội Colombia giải cứu trong Chiến dịch Jaque năm 2008.

### Cuộc họp toàn cầu
Các cuộc họp Toàn cầu về Xanh
Tập tin: Video Vandana Shiva 2014.webm
Vandana Shiva ở Cologne, Đức, 2007
Tách biệt với các Tập hợp Xanh Toàn cầu, các Cuộc họp Xanh Toàn cầu diễn ra. Ví dụ, một cuộc đã diễn ra bên lề Hội nghị thượng đỉnh thế giới về phát triển bền vững ở Johannesburg. Các Bên Xanh tham dự từ Úc, Đài Loan, Hàn Quốc, Nam Phi, Mauritius, Uganda, Cameroon, Cộng hòa Síp, Ý, Pháp, Bỉ, Đức, Phần Lan, Thụy Điển, Na Uy, Mỹ, Mexico và Chile.
Cuộc họp Toàn cầu về Xanh đã thảo luận về tình hình của các Bên Xanh trên lục địa Châu Phi; nghe báo cáo từ Mike Feinstein, cựu Thị trưởng Santa Monica, về việc thiết lập một trang web của GGN; thảo luận các thủ tục để GGC hoạt động tốt hơn; và quyết định hai chủ đề mà Global Greens có thể đưa ra tuyên bố trong tương lai gần: Iraq và cuộc họp năm 2003 của WTO tại Cancun.
- Liên đoàn xanh

Liên đoàn xanh Bob Brown tại một cuộc biểu tình về thay đổi khí hậu ở Melbourne, ngày 5 tháng 7 năm 2008 Các thành viên liên kết ở Châu Á, Thái Bình Dương và Châu Đại Dương tạo thành Mạng lưới Xanh Châu Á - Thái Bình Dương. Các đảng thành viên của Global Greens được tổ chức thành bốn liên đoàn lục địa: Liên đoàn các Bên Xanh của Châu Phi Liên đoàn các Đảng Xanh của Châu Mỹ / Federación de los Partidos Verdes de las Américas Mạng lưới xanh Châu Á - Thái Bình Dương Đảng Xanh Châu Âu Liên đoàn các Đảng Xanh Châu Âu tự thành lập Đảng Xanh Châu Âu vào ngày 22 tháng 2 năm 2004, trong cuộc bầu cử Nghị viện Châu Âu vào tháng 6 năm 2004, một bước tiến xa hơn trong quá trình hội nhập xuyên quốc gia.
Đảng chính trị xanh Các phong trào xanh đang kêu gọi thay đổi xã hội để giảm việc lạm dụng tài nguyên thiên nhiên. Chúng bao gồm các tổ chức phi chính phủ cấp cơ sở như Greenpeace và các đảng xanh: Rau xanh Úc Đảng Áo xanh Đảng Xanh của Anh và xứ Wales Đảng Xanh Scotland Đảng Xanh của Aotearoa New Zealand Greens of Andorra Đảng Xanh Belarus Groen, Ecolo LMP - Đảng Xanh của Hungary Liên minh 90 / The Greens Nhà sinh thái học Greens Red – Green Alliance (Đan Mạch) Đảng Nhân dân xã hội chủ nghĩa (Đan Mạch) Đảng Nhân dân Bảo thủ (Đan Mạch) Đảng Xanh (Israel) Phong trào Trái-Xanh Liên đoàn xanh Đảng Xanh Latvia Đổi mới Dân chủ của Macedonia